# Mashuk
Mashuk (del ruso: Машу́к) es una montaña magmática (montaña laccolítica) que se ubica en la parte central de Pyatigory en las aguas minerales del Cáucaso, en la parte noreste de la ciudad de Pyatigorsk. La altura de la montaña es 993.7 m. Es uno de los monumentos naturales de la ciudad. 

## Nombre de la montaña
El nombre de la montaña está asociado con la leyenda sobre una muchacha hermosa Mashuka que estaba llorando por su novio Tau, quien le había sido asesinado al hombre por el viejo Elbrús. Hay una explicación del origen del nombre de Kabardian Mashuko, "mash" es mijo y "ko "es el valle, es decir, el valle donde se sembró el mijo. Los kabardinianos ahora tienen un apellido: los Mashukovs. En algunos papeles la montaña se describe con el nombre de Mashuha. En la lengua persa la palabra "mashuka" significa «amor o amante». 

## Estructura geológica
La montaña fue formada por un levantamiento gradual o extrusión tectónica a través del grosor de lava sedimentaria viscosa.Tiene la forma de un cono truncado con un diámetro de 4 km al pie.  
Los travertinos están muy extendidos en la falla del anillo, componiendo en las laderas sur, este y norte tres cuerpos arqueados grandes de hasta 500 metros de ancho y hasta 70 metros de espesor, formando las pintorescas Montaña Goryachaya, Vnutrnniyu Khrebtik y Perkalsky Skala (en el norte), con alturas absolutas de 610-650 m. Las casas antiguas de la ciudad de Pyatigorsk fueron construidas de ellos. En los travertinos se puede encontrar hojas petrificadas y ramas de árboles que crecieron hace miles de años. En las capas inferiores de travertinos, se encontraron huesos de elefantes, y en las capas superiores, bisontes, bisontes y ciervos.  
En la ladera sur de la montaña (sureste, es decir, Mikhailovsky) se encuentra el famoso Proval de Pyatigorsk, es un pozo profundo natural con un lago subterráneo que se ubica en cueva (de origen kárstico-tectónico). 
Es una creación peculiar de la naturaleza, que apareció durante la formación de la montaña Mashuk como resultado del impacto de las aguas subterráneas y subterráneas en las rocas calcáreas. Tiene una profundidad total de 42 metros y su diámetro es 15 metros. En su parte inferior se ubica una piscina de agua mineral cálida (26–42 °C) de sulfuro de hidrógeno con un área de 190 m² y una profundidad de 8 metros. Proval fue examinado por primera vez en el año 1793 por el académico P.S. Pallas (Guldenstedt realizó los primeros intentos de investigar el lago ya en el año 1773). En 1837 una plataforma colgante de madera con un mecanismo especial fue colocada allí para descender al lago en una canasta especialmente equipada sobre el pozo. Aquellos que querían bañarse en el lago, los jóvenes bailaban en la plataforma de madera. 
La montaña Mashuk es un monumento de la naturaleza y la arqueología de importancia federal, sus laderas se consideran de la primera y segunda zonas sanitarias de montaña, debajo de ellas la formación y el movimiento del agua mineral. Los ecólogos principalmente prestan atención a las siguientes consecuencias peligrosas: 
Preocupaciones de ecólogos y ciudadanos
- Diferentes tipos de construcciones de la montaña pueden dañar los manantiales minerales subterráneos del lugar.
- Las plantas, los animales y las aves, incluidas las raras que figuran en el Libro Rojo, pueden morir.
- La construcción cambiará para siempre el paisaje y la apariencia de la montaña.
- La aparición de un complejo de cabañas no tendrá un efecto positivo en el transporte.
- La legitimidad de la transacción de venta de tierras es dudosa.

La montaña Mashuk fue reconocido como monumento natural en el año 1961, en 1972, como reserva estatal, y en 2004 el Ministerio de Cultura del Territorio de Stavropol le otorgó el estatus de reserva estatal histórica y cultural. 

## Lago Proval
Batalin (a mediados del siglo XIX) examinó por la primera vez científicamente el lago subterráneo de Proval, al bajar a una profundidad de 26 metros. El interés en usar el lago volvió a surgir, en 1858, a expensas del comerciante de Moscú P. A. Lazarik, se le tendió un túnel horizontal, de unos 58 m de largo, y se hizo el camino desde la Galería Mikhailovsky.
El nivel y la composición del agua del lago fluctúan de acuerdo con un cambio en el régimen de las aguas minerales subterráneas de la cuenca hidrológica Kavminvodsk. Según las observaciones que fueron empezados en el año 1830, se ven afectadas por los cambios de estaciones, la cantidad de precipitaciones, los terremotos y las actividades humanas.  
Por lo tanto, el lago de Proval se utiliza como un indicador natural importante del estado de las aguas minerales subterráneas en los centros turísticos en la región de "las aguas minerales". El agua que contiene tiene propiedades medicinales, y hasta 1859 (cuando se rompió el túnel) descendieron a él para bañarse y bañarse con una cuerda en una canasta especial. El baño [interior] se detuvo solo en 1880.  
En el cuento Lérmontov La "Knyazhná María" de Lérmontov sobre el fracaso dice que "según los científicos locales, Proval no es más que un cráter apagado".

## Teleférico
El teleférico fue abierto el 24 de agosto de 1971. 
Un vagón totalmente metálico con ventanas de vidrio orgánico durante 1,5-2 minutos supera una distancia de 964 metros que lleva a los turistas hasta la estación superior de la cima de la montaña (se eleva a 369 m). 

## Ecología
Preocupaciones de ecólogos y ciudadanos
- Diferentes tipos de construcciones de la montaña pueden dañar los manantiales minerales subterráneos del lugar.
- Las plantas, los animales y las aves, incluidas las raras que figuran en el Libro Rojo, pueden morir.
- La construcción cambiará para siempre el paisaje y la apariencia de la montaña.
- La aparición de un complejo de cabañas no tendrá un efecto positivo en el transporte.
- La legitimidad de la transacción de venta de tierras es dudosa.

La montaña Mashuk fue reconocido como monumento natural en el año 1961, en 1972, como reserva estatal, y en 2004 el Ministerio de Cultura del Territorio de Stavropol le otorgó el estatus de reserva estatal histórica y cultural. 

## Galería

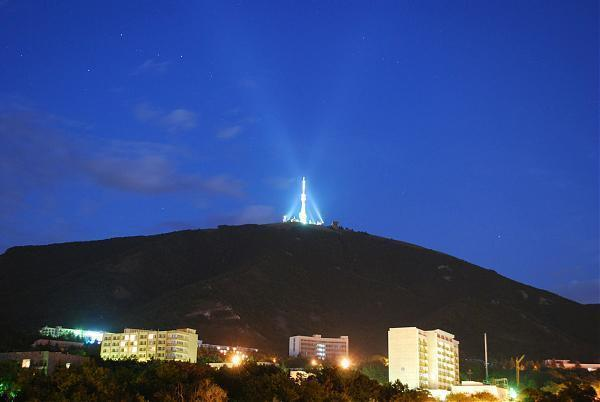
Noche de Mashuk sobre Pyatigorsk
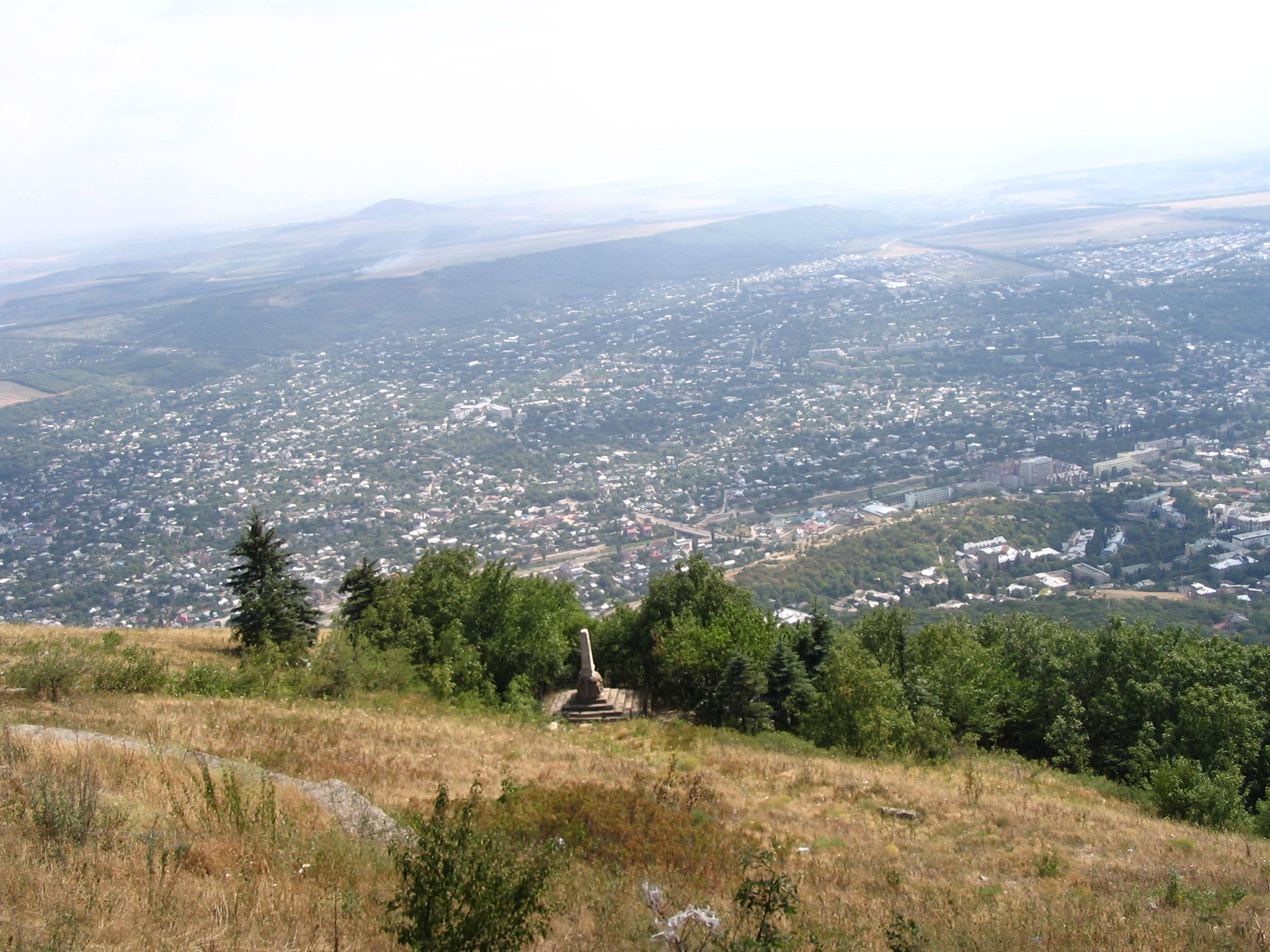
Piatinorsk desde el Mashuk
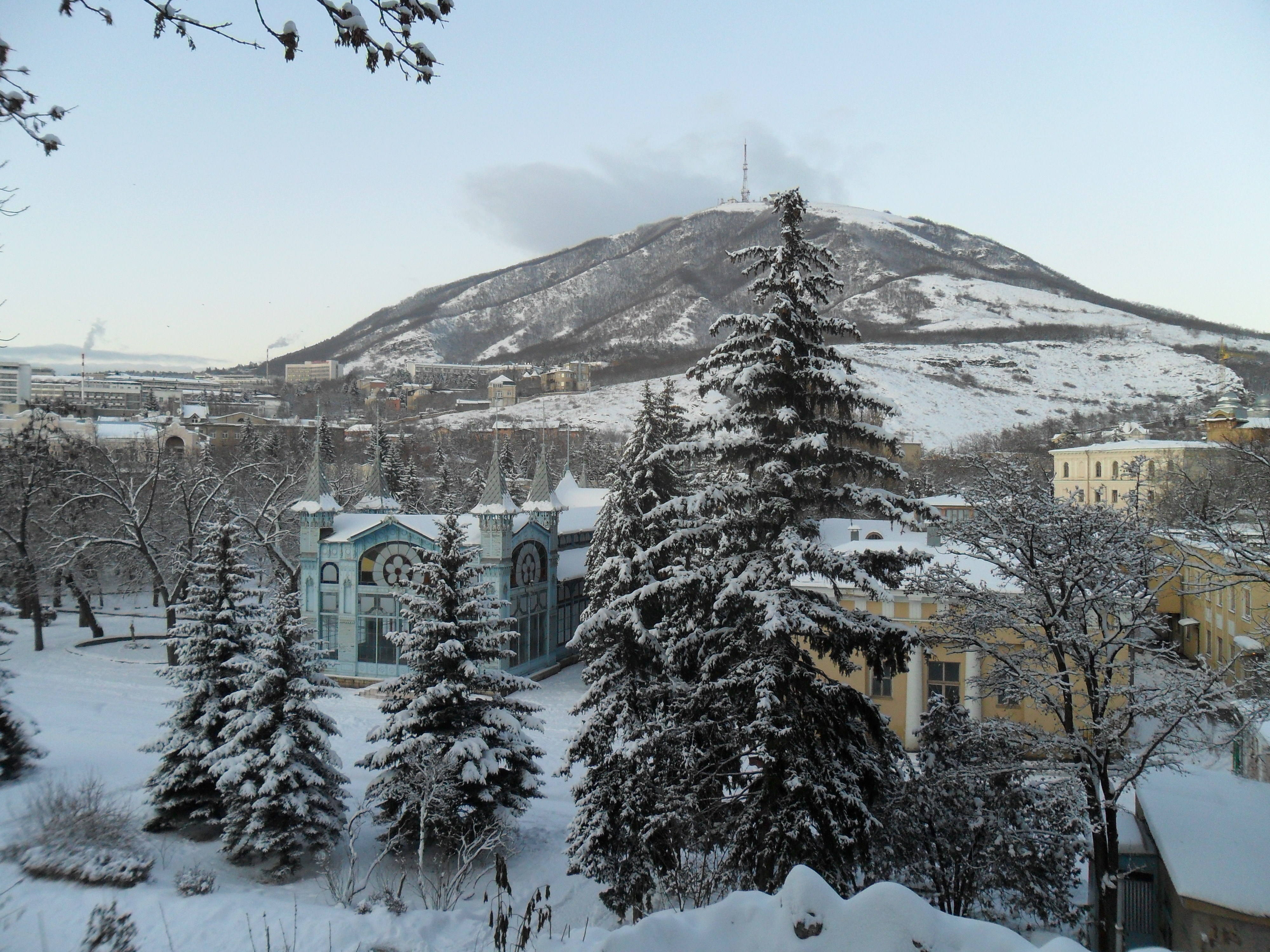
Galería Lermontov y el Mashuk en invierno
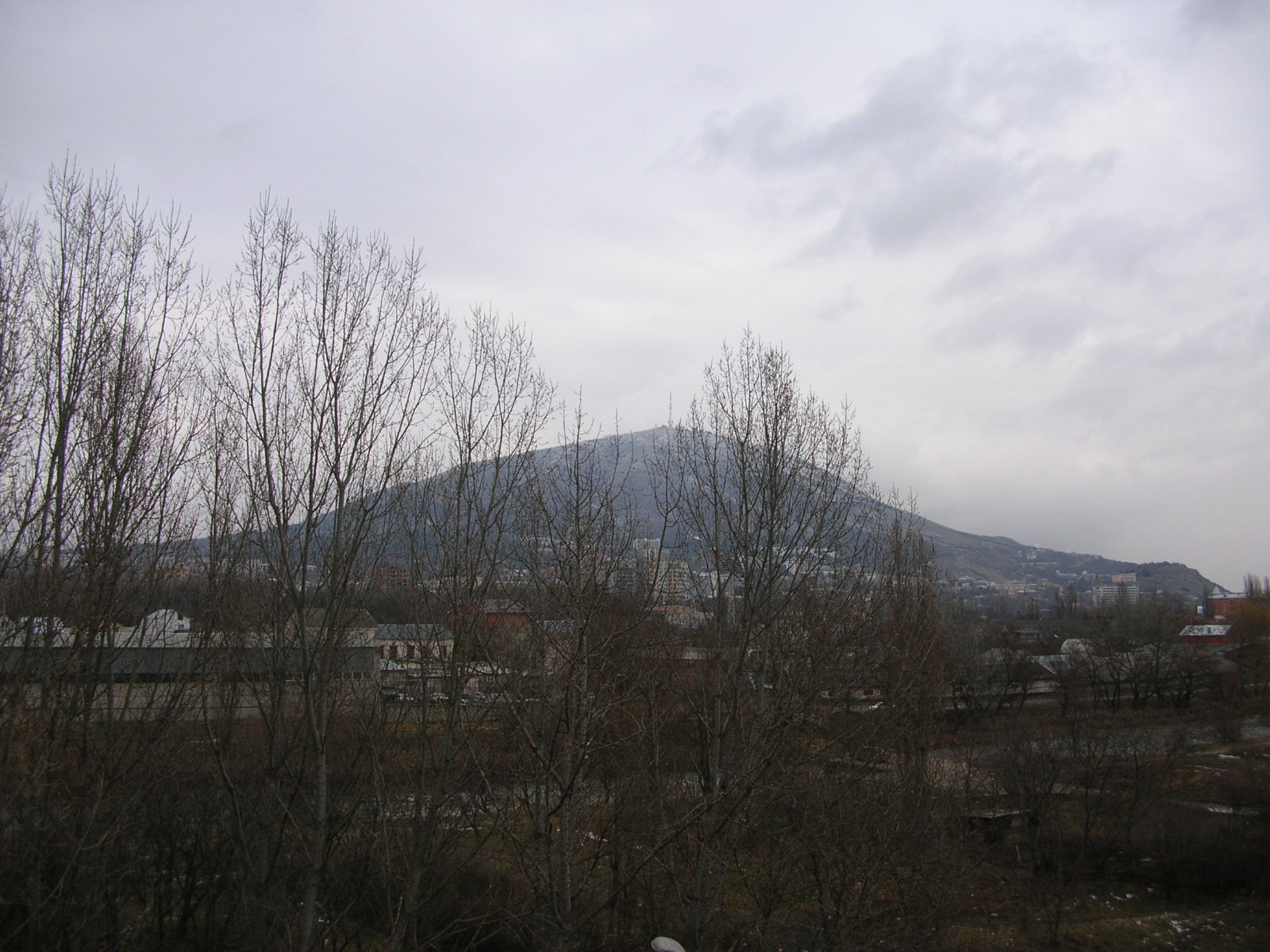